# Барахов Ісидор Ничипорович
Ісидор Ничипорович Барахов (Іванов) (нар. 31 січня 1898, Харбалахський наслег — пом. 15 вересня 1938) — партійний і державний діяч Якутської АРСР.

## Біографія
Народився 19 [31] січня 1898 року в Харбалахському наслезі Якутської області Російської імперії (тепер Верхньовілюйський улус, Республіка Саха, РФ) в сім'ї заможного селянина-скотаря. Закінчив Вілюйське початкове училище, Якутську вчительську семінарію.
Член РСДРП(б) з 1917 року. У липні—вересні 1918 року був уповноваженим Якутського губернського революційного комітету з організації радянської влади у Вілюйській окрузі. З жовтня 1918 по квітень 1920 року працював сільським учителем в Іркутській губернії. У червні—грудні 1920 року працював секретарем Якутського районного бюро РКП(б); у червні—листопаді 1921 року — секретарем повітового бюро РКП(б) у місті Вілюйську; з листопада 1921 по лютий 1922 року — завідувачем організаційно-інструкторським відділення, а з 12 березня 1922 по червень 1922 року — відповідальним секретарем губернського бюро РКП(б) в Якутську. Був делегатом від якутської організації ВКП(б) на X і XII партійних з'їздах. З кінця 1922 по 1923 рік тимчасово виконував посаду голови революційного комітету, голови Ради Народних Комісарів Якутської республіки і члена Президії Якутської Центральної виборчої комісії. З вересня 1924 року навчався на курсах марксизму при Комуністичній академії в Москві, після закінчення яких з червня 1926 по березень 1928 року працював секретарем обкому ВКП(б) в Якутську.
З жовтня 1928 року по 1933 рік — слухач Інституту червоної професури. З серпня 1933 року по травень 1936 року працював помічником завідувача Сектором по Східно-Сибірським районам Сільськогосподарського відділу ЦК ВКП(б). Одночасно з серпня 1933 року по 3 лютого 1938 року — заступник завідувача, завідувач Сектором Сибіру і Далекосхідного краю Сільськогосподарського відділу ЦК ВКП(б).
3 лютого 1938 року арештований в Москві на роботі у справі «антирадянської націоналістичної організації». 15 вересня 1938 року Воєнна колегія Верховного суду СРСР засудила його до вищої міри покарання, вирок виконано в той же день на полігоні «Комунарка» в околицях Москви.
Реабілітований рішенням Військової колегії Верховного суду СРСР 31 жовтня 1956 року.

## Пам'ять
- Ім'я Ісидора Барахова присвоєно Верхневілюйській середній школі № 1, носять вулиці Якутська, Верхньовілюйська та інших населених пунктів;
- Іменем Ісидора Барахова було названо нове судно проекту «Радянська Якутія», побудоване на суднобудівному заводі «Ока» Міністерства суднобудівної промисловості СРСР 31 жовтня 1974 року;
- У лютому 2014 року його ім'ям  перейменований нафтоналивний танкер «Ленанефть-2004» 1976 року побудови «Ленського об'єднаного річкового пароплавства»;
- 27 квітня 2014 року в Якутську, на перетині вулиць Пояркова і Кірова, був відкритий пам'ятник Ісидору Барахову[3].